# Philogenia tinalandia
Philogenia tinalandia är en trollsländeart som beskrevs av Bick 1988. Philogenia tinalandia ingår i släktet Philogenia och familjen Megapodagrionidae. Inga underarter finns listade i Catalogue of Life.